# Oktiabrskij, Archangelsk oblast
Oktiabrskij (ryska Октябрьский) är en ort i länet Archangelsk oblast i Ryssland. Den ligger vid floden Ustja. Folkmängden uppgår till cirka 9 000 invånare.